# Fitzpleasure
«Fitzpleasure» — песня английского альтернативного инди-рок квартета alt-J с дебютного студийного альбома An Awesome Wave. Вдохновение на написание композиции пришло из книги 1964 года  — Последний поворот на Бруклин, когда каждая новая глава повествуется от лица разных персонажей, таким образом, в четвёртой главе есть персонаж «Тралала», который узнаётся в словах песни.

## Чарты
| Chart (2012–13)                              | Peak position |
| -------------------------------------------- | ------------- |
| Австрия (Ö3 Austria Top 40)                  | 47            |
| США (Billboard Hot Rock & Alternative Songs) | 48            |
| США (Billboard Rock Airplay)                 | 44            |
| США (Billboard Alternative Songs)            | 27            |